# Política da Nicarágua

## Divisões
A Nicarágua é dividida administrativamente em 153 municípios, 15 Departamentos (Boaco, Carazo, Chinandega, Chontales, Esteli, Granada, Jinotega, Léon, Madriz, Manágua, Masaya, Matagalpa, Departamento de Nueva Segovia, Nueva Segovia, Rio San Juan, Rivas) e 2 regiões autônomas (Atlantico Norte e Atlantico Sul).
Sua separação difere um pouco da divisão clássica de Montesquieu: Além dos habituais três, poderes (Legislativo, Judiciario e Executivo), na Nicarágua há o Poder Eleitoral.

## Poder Executivo
O Presidente e o Vice-presidente são eleitos pelo voto popular para mandato de cinco anos. O gabinete é formado pelos seguintes Ministérios: das Relações Exteriores, do Governo, da Defesa, da Educação, da Família, do Ambiente e Recursos Naturais, Agropecuário e Florestal, do Trabalho, do Fomento, Indústria e Comércio, da Fazenda e Crédito Público, da Saúde, do Transporte e Infra-estrutura, do Trabalho.
O Presidente Daniel Ortega, da Frente Sandinista de Liberación Nacional (FSLN), tomou posse em 10 de janeiro de 2007 e foi reeleito para um segundo turno em 2011.

## Poder Legislativo
Assembleia Nacional (unicameral), com 92 membros eleitos por representação proporcional para mandato de cinco anos. Os principais partidos são a Coalizão Aliança Liberal (AL) e a Frente Sandinista de Libertação Nacional (FSLN).
Poder Judiciário: Corte Suprema com dezesseis juízes eleitos pela Assembleia Nacional para mandato de cinco anos.

## Poder Judiciario
A mais alta instância da Nicarágua é a Corte Suprema de Justiça, composta por 16 magistrados responsáveis de vigiar o sistema judicial.

## Poder Eleitoral
Comandado pelo Supremo Conselho Eleitoral, tem por objetivo promover e fiscalizar as eleições.

## Principais Agremiações Políticas
- Partido Liberal Constitucionalista (PLC)
- Frente Sandinista de Liberación Nacional (FSLN)
- Alianza Liberal Nicaragüense (ALN)
- Partido Conservador (PC)
- Movimiento Renovador Sandinista (MRS)
- Partido Liberal Independiente (PLI)